# Пушкинский перевал
Пушкинский перевал — горный перевал в Армении, в Лорийской области, на Базумской горной цепи. Высота — 2037,3 м.
Прежнее название — Двальский перевал. Перевал прославился тем, что 11 июня 1829 года Александр Пушкин по его собственным словам, неподалёку от перевала, близ небольшого армянского села Гаргар (ныне Пушкино) встретил арбу, на которой переправляли в Тбилиси тело убитого в Тегеране Александра Грибоедова. В настоящее время слова Пушкина подвергаются исследователями сомнению.

Я стал подыматься на Безобдал, гору, отделяющую Грузию от древней Армении. На высоком берегу реки увидел против себя крепость Гергеры. Я переехал через реку. Два вола, впряженные в арбу, поднимались по крутой дороге. Несколько грузин сопровождали арбу. «Откуда вы?» — спросил я их. «Из Тегерана». — «Что везете?» — «Грибоеда».
— Цитата Пушкина из «Путешествия в Арзрум»

По дороге, на Двальском горном перевале, недалеко от армянского села Гергер, 11 июня 1829 г., арбу с телом Грибоедова встретил Пушкин, направляющийся в Арзрум.
На месте этой встречи, на дороге армяне воздвигли памятный обелиск. Это место у родника стало своеобразным
местом паломничества…
— Цитата Авика Исаакяна из «А.С. Грибоедов и Армения»
В 1938 году на перевале в память о произошедшей здесь встрече был установлен памятник-родник с бронзовым барельефом, изображающим встречу.
Ныне на Пушкинском перевале действуют 3 ветроэлектростанции.

## Память
22 апреля 2022 года на перевале был открыт памятник Александру Сергеевичу Пушкину. В церемонии открытия приняла участие большая делегация, в том числе посол России в Армении Сергей Копыркин и посол Армении в России Вагаршак Арутюнян, а также депутат Государственной думы РФ Александр Карелин и другие члены общественных и политических организаций.

## Галерея

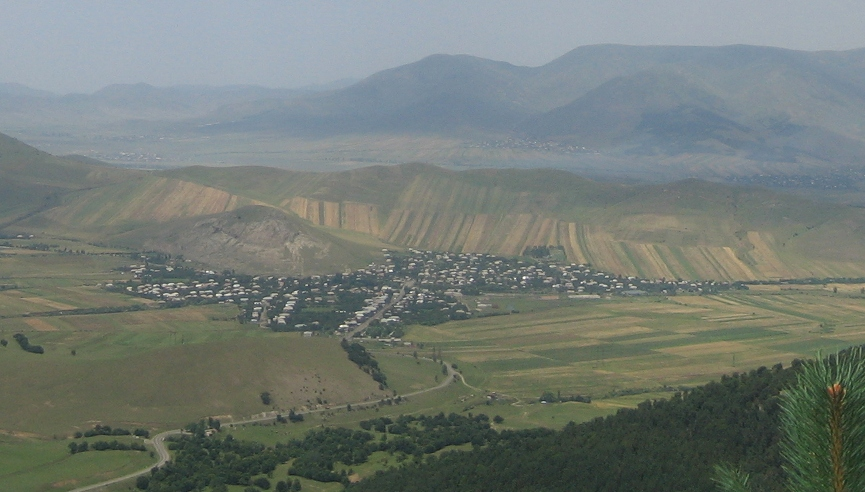
Вид на село Пушкино
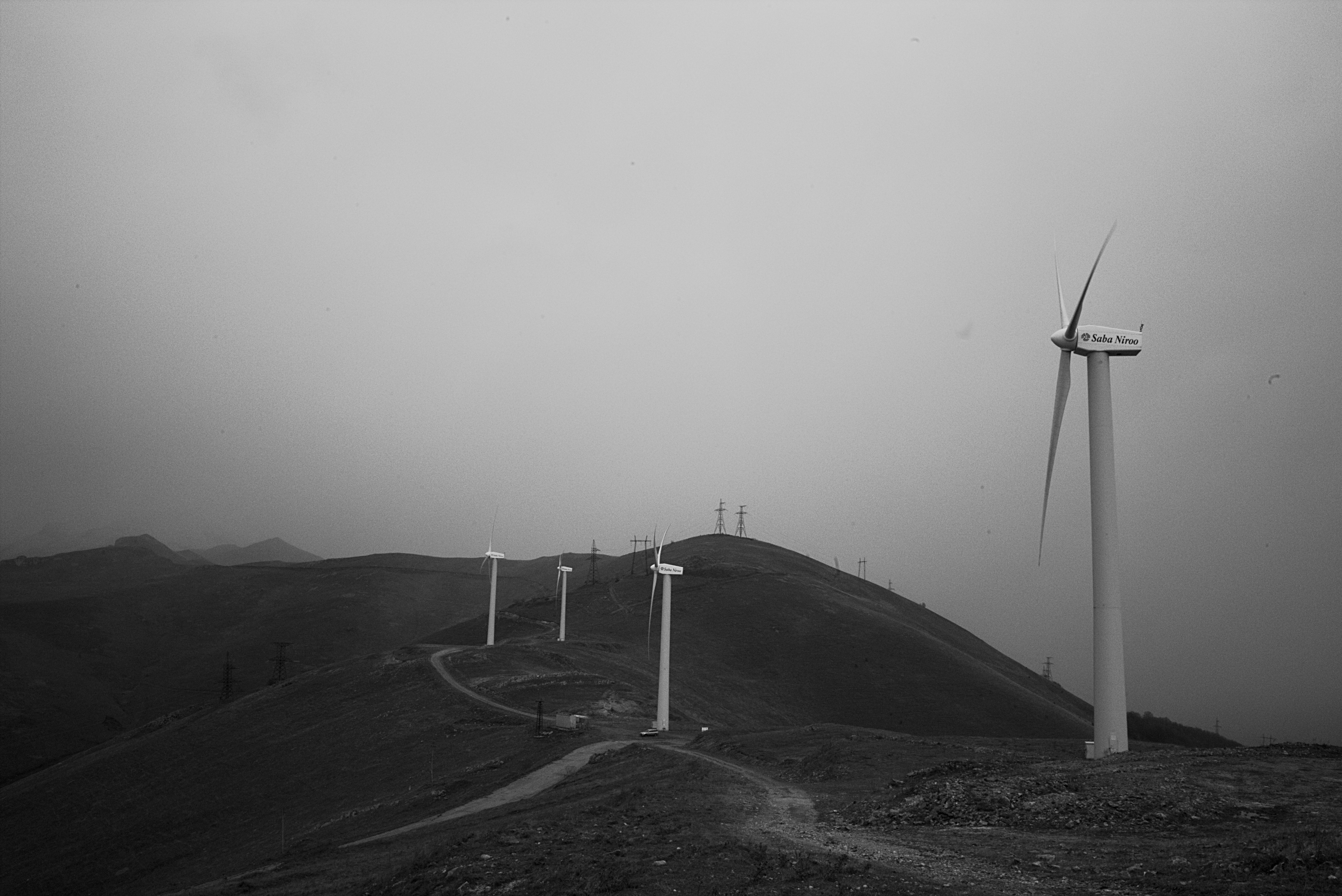
Ветроэлектростанция "Лори-1" на Пушкинском перевале
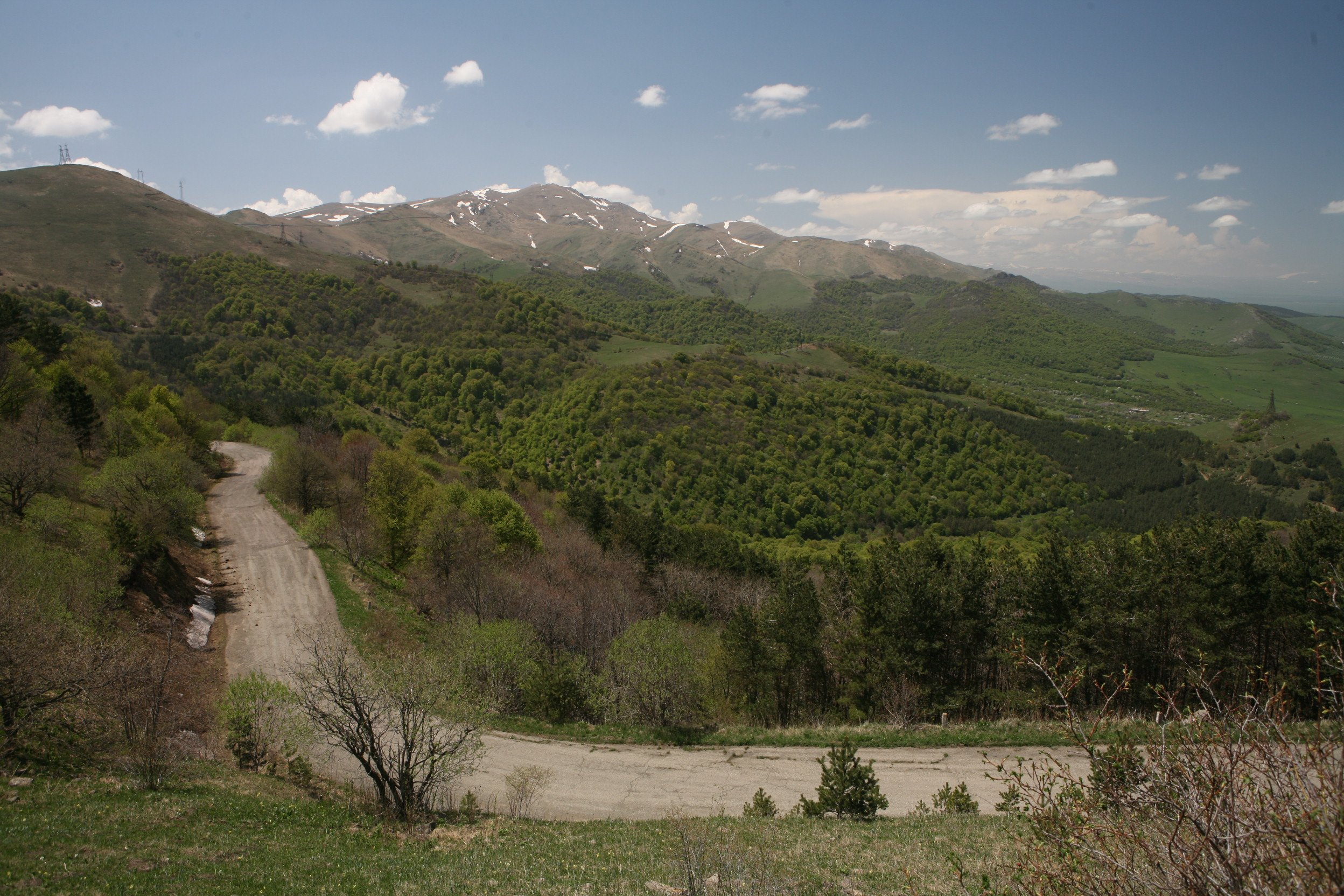
Пушкинский перевал
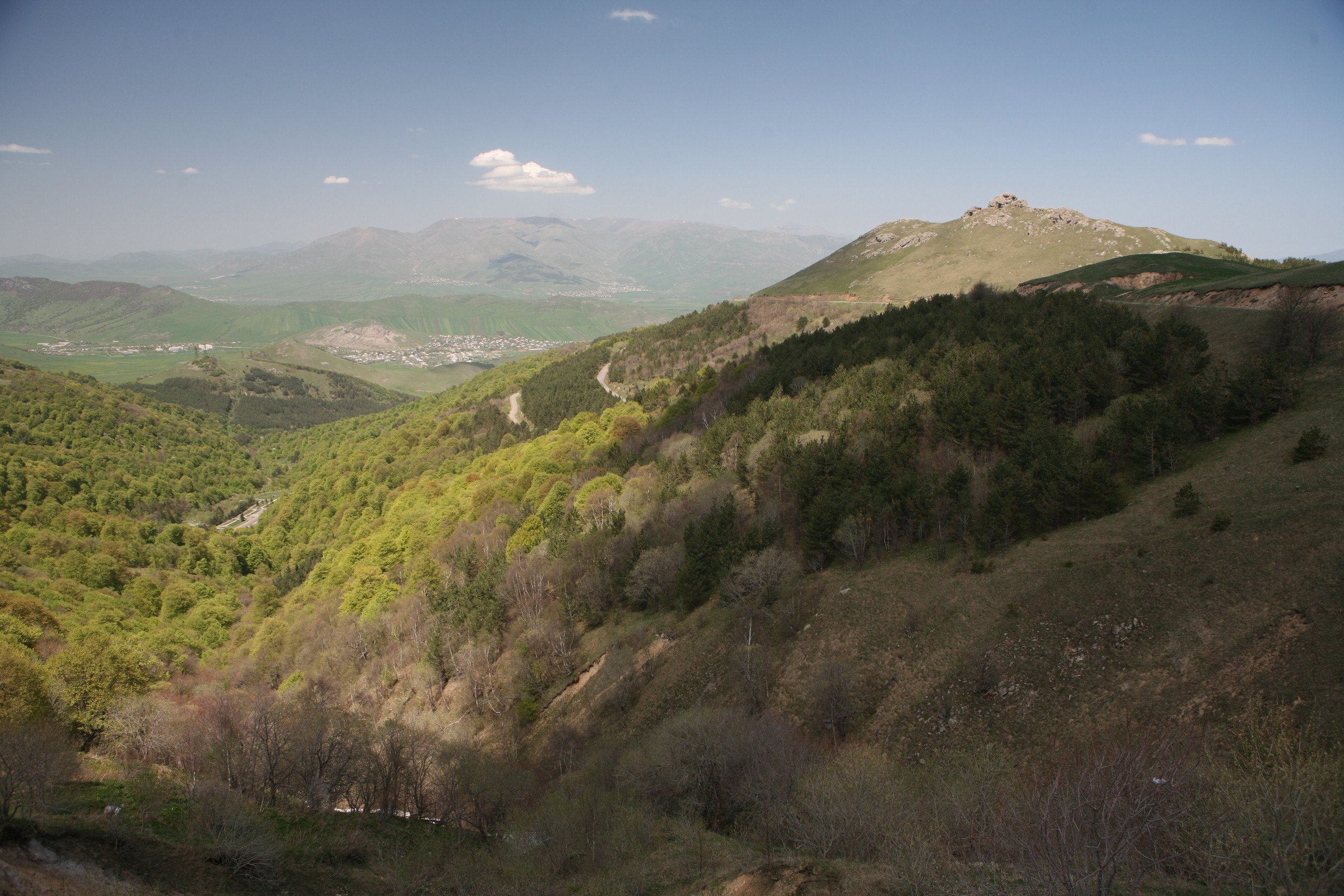
Пушкинский перевал